# Kane & Lynch 2: Dog Days
Kane and Lynch 2: Dog Days (укр. «Кейн та Лінч 2: Собачі дні» або «Кейн та Лінч 2: Важкі дні») — відеогра в жанрі шутер від третьої особи, розроблена IO Interactive та видана Square Enix та Eidos Interactive. Гра є сиквелом Kane & Lynch: Dead Men та продовжує історію оригіналу. Головними героями є злочинці Кейн та Лінч, дія гри відбувається в Шанхаї.

## Сюжет
Брудні вулиці Шанхая — відмінне містечко, щоб забути про кривавий дим. Але коли приїжджає старий друг, все це нічого не значить. І дуже хочеться посидіти, згадати минулі дні — але на горизонті нові проблеми. А ось вирішувати їх доведеться по-старому. Адже коли покидьки затискають в кут, тягне дістати дробовик.
З моменту першої частини минуло кілька років. Лінч переїхав в Китай, в Шанхай, став розсудливим, живе з дівчиною на ім'я Сю, підробляє на одного з місцевих бандитів, і цілком задоволений життям. Кейн залишився в США, працювати найманцем. Але справи йдуть неважливо, і дочка Дженні досі ображена на батька. Кейн мріє отримати грошей за яку-небудь добру справу і, нарешті, зав'язати зі злочинністю. І трапляється такий шанс — бос Лінча, Глейзер, шукає людей, які могли б провернути операцію з перевезенням партії зброї в Африку. Лінч зв'язується з Кейном та пропонує тому угоду. Кейн згоден.
По приїзду в Шанхай Лінч зустрічає Кейна. Разом вони заходять до знайомого Лінча, поговорити. В результаті все обертається перестрілкою та гонитвою по вуличках Шанхая. Коли вони нарешті добираються до чоловіка, Кейн стріляє та випадково вбиває дівчину цього чоловіка. Сам чоловік, побачивши смерть дівчини, бере ніж та перерізує собі горло. Кейн шокований, Лінч думає, що б сказати Глейзеру про цей інцидент.
Кейн та Лінч зустрічаються з Глейзером та вирушають на здійснення угоди. На території банди Сіна (бандита, у якого з головою не в порядку) на них здійснюється напад. Кейн, Лінч, Глейзер та водій змушені тікати. Після втечі Глейзер наказує героям з'ясувати, за що Сін в образі на Глейзера.
Головні герої разом з людьми Глейзера направляються до Сину, на фабрику. Один з людей, Томмі, гине. Коли нарешті вони добираються до Сина та починають його допитувати, то з'ясовують вельми несподівану річ: убита Кейном дівчина — дочка Шансі (в перекладі — Великий Бос). Шансі хоче помститися. Зав'язується перестрілка, в якій Кейн та Лінч змушені протистояти тим, хто ще п'ять хвилин тому були друзями. Після цього обидва намагаються втекти від поліції. Лінч повідомляє Кейну, що Син зовсім недавно піднявся, і тепер працює на Шансі. Так же з'ясовується що Шансі — продажний чиновник, один з найнебезпечніших типів Китаю. Герої вирішують тимчасово залягти на дно, щоб галас стих та вони змогли б провернути угоду.
Лінч вважає, що йому та його коханій пора валити з Китаю, і домовляється з Сю про зустріч в ресторані. Вона не приходить, зате нападає спецназ. Лінч починає підозрювати найгірше та біжить до квартири Сю.
Коли Кейн та Лінч добираються до будинку Сю, то бачать бандитів, які прийшли вбити її. Добравшись до квартири, вони бачать що вона порожня. Тікаючи від спецназівців вони потрапляють в іншу квартиру, з балкона якої бачать Сю. Обидва починають відстрілювати бандитів та спецназівців, які намагаються дістатися до дівчини. трохи пробігшись по дахах, Кейн та Лінч майже добираються до Сю… Але Сін встигає раніше. Погрожуючи вбити Сю, він наказує героям кинути зброю. Кейн хоче вбити Сіна, але Лінч, бажаючи врятувати Сю, приглушає Кейна та здається. Цим він підписує всім смертний вирок.
Сін катує всіх трьох ножами, заодно записуючи все на камеру. Лінч знепритомнів, і Син, вважаючи що старий загине від втрати крові, витягує його на вулицю, в закуток, і скидає в сміттєвий контейнер. Лінч приходить до тями, повертається назад та нападає на Сіна, коли той вже збирається продовжити катувати Кейна. звернувши Сину шию, він звільняє Кейна та знаходить порізаний та закривавлений труп Сю. Кейн тягне Лінча подалі та обидва тікають. Їм доводиться добути зброю та вийти на вулиці Шанхая, оскільки дістатися до потрібного місця по іншому вони не можуть. У Лінча поступово починається істерика від того, що відбувається. коли вони забігають в якийсь магазинчик, щоб трохи перепочити від напору поліції, Лінч вчиняє істерику, і, одночасно сміючись та плачучи, починає ображати Кейна за те, що той зруйнував все що у нього було, знищив його життя. Кейн його заспокоює та обидва продовжують тікати.
Добравшись до безпечного місця обидва герої знаходять який-небудь одяг та їдуть на зустріч з Глейзером, в порт. Однак все виявляється підставою: Глейзер про все дізнався. Через Кейна та Лінча угода зірвалася, і Глейзер в сказі. Він наказує своїм людям вбити Кейна та Лінча, але герої самі розбираються з бандитами та починають переслідувати Глейзера. Коли вони до нього добираються, то він намагається виправдовувати та обіцяє допомогти втекти з Китаю, в обмін на своє життя. Глейзера вбиває снайпер, після чого приміщення заповнюють військові. Це люди Шансі. Кейн та Лінч починають тікати.
Обом вдається добратися до ангарів. Там обидва намагаються вирішити, як же їм втекти з країни. Лінч пропонує літак, про який говорив Глейзер. Але зараз пріоритетна задача — втекти від людей Шансі. Обидва героя добираються до залізниці та встрибують на поїзд. Поїзд гальмує, з'являються солдати.
Кейна та Лінча доставляють до Шансі на гелікоптері. По дорозі герої нападають на солдатів та викидають їх з гелікоптера, а пілоту наказують продовжувати летіти далі. Добравшись до хмарочоса Шансі Кейн та Лінч починають розстрілювати будівлю з кулеметів. Але і по них стріляють. У результаті вертоліт падає на дах, але герої залишаються в живих.
Раз вже опинилися у Шансі — чому б його не відвідати? Герої проходять по розстріляним ними ж офісам, час від часу розстрілюючи солдатів які залишилися в живих. Коли вони добираються до Шансі, то той пропонує їм угоду. Кейн погоджується, але у Лінча на рахунок Шансі інші плани. Лінч вбиває Шансі.
Кейн та Лінч знаходять одяг пристойніше та добираються до аеропорту. Залишилося знайти літак та сісти на нього. Літак Глейзера опинився в ремонті, але, на щастя героям, до відльоту готується приватний літак, на який вони встигають сісти. фінал — вони залишають Шанхай, відлітають з Китаю. Подальша доля героїв невідома.

## Геймплей
У режимі одиночної кампанії гравці будуть грати за Лінча, йому так само буде допомагати Кейн. У гру додали кооперативний режим по Інтернету де можна грати і за Кейна. На відміну від Dead Men, гравці не можуть безпосередньо обмінюватися зброєю між союзниками, і крім цього в грі відсутні гранати. Змінився механізм регенерації здоров'я, тепер гравець, який досяг критичного стану здоров'я повинен ще підтримувати смугу життєздатності поки його не врятує напарник. Під просто шквальним вогнем гравці падають та можуть відповзти в укриття.

### Мультиплеєр
У грі також є наступні мережеві режими
- Крихкий альянс (з англ. Fragile Alliance) — основний багатокористувацький режим з першій частині (хоча там цей режим був єдиним багатокористувацьким). Гравцям, що грає за бандитів банди Кейна, потрібно дістатися до банку та вкрасти якомога більше грошей. З команди виграє той, хто збере більше всіх грошей та зможе дістатися до транспорту. Убиті бандити відроджуються за поліцейських та намагаються перешкодити злочинцям
- Аркадний режим (англ. Arcade Mode) — аналог «крихкого альянсу» для одного гравця оффлайн, в якому іншими бандитами керує комп'ютер. гравцеві треба вбити велику частину напарників та вкрасти якомога більше, благополучно діставшись до рятувального транспорту. У гравця є три життя, по закінченні яких гра закінчується
- Агент під прикриттям (з англ. Undercover Cop): аналогічний «крихкому альянсу» режим, в якому один з групи бандитів намагається протистояти пограбування та вбити всіх бандитів, але в той же час всіма силами зберігати конспірацію
- Копи та грабіжники (з англ. Cops та Robbers): режим для двох команд, одна грає за звичними правилами за злочинців, друга — за поліцію, яка намагається запобігти пограбуванню. Після завершення раунду команди міняються місцями.

## Цікаві факти
- На четвертому рівні гри на вулиці є невеликий магазин комп'ютерних ігор, в якому можна помітити обкладинки Mini Ninjas та ігор серії Hitman. Ці ігри теж видані Eidos та розроблені IO Interactive.
- Огляд в грі стилізований під репортажну знімання цифровою відеокамерою, що раніше практично ніколи не використовувалося в ігровій індустрії. Рухи віртуальної камери стилізовані таким чином, начебто нею керує людина, присутній під час показуються подій; в одній зі сцен китайський солдат, який брав участь в затриманні Кейна та Лінча, навіть намагається закрити долонею об'єктив камери, після чого звучить цифровий шум, а зображення гасне. раніше сіпання камери під час руху героїв та шуми на екрані можна було бачити в серії ігор Manhunt. Крім того, у грі з'явився ефект цензури — деякі елементи (жіноча та чоловіча нагота, сильні тілесні ушкодження) прикриті мозаїкою на кшталт того, як це робиться в телевізійних репортажах.
- Якщо судити по першій частині, то у Лінча явні проблеми із зором оскільки він носить окуляри, але в другій частині окуляри стали сонцезахисними.
- Кейн позбувся свого знаменитого кастета з лезом.
- Також в грі відсутня рукопашна атака, на зміну їй прийшла можливості сховатися «Живим щитом», заставши супротивника зненацька.
- В останньому розділі у гравців герої міняються місцями.